# Ботево (област Видин)
Вижте пояснителната страница за други значения на Ботево.
Бо̀тево е село в Северозападна България. То се намира в община Видин, област Видин.

## История
Край селото, на самия бряг на Дунав, са открити останки от кръстовидна църква, може би строена като мартирий и използвана от началото на V до края на VI век.
Старото име на селото е Сабри паша кьой. До 1877 г. е било заселено с черкези, които след освобождението го напускат.

## Население
Преброяване на населението през 2011 г.
Численост и дял на етническите групи според преброяването на населението през 2011 г.:
|                     | Численост | Дял (в %) |
| Общо                | 69        | 100,00    |
| Българи             | 67        | 97,10     |
| Турци               | 0         | 0,00      |
| Цигани              | 0         | 0,00      |
| Други               | 0         | 0,00      |
| Не се самоопределят | 0         | 0,00      |
| Неотговорили        | 0         | 0,00      |